# Stowarzyszenie Przyjaciół Starego Miasta w Łodzi

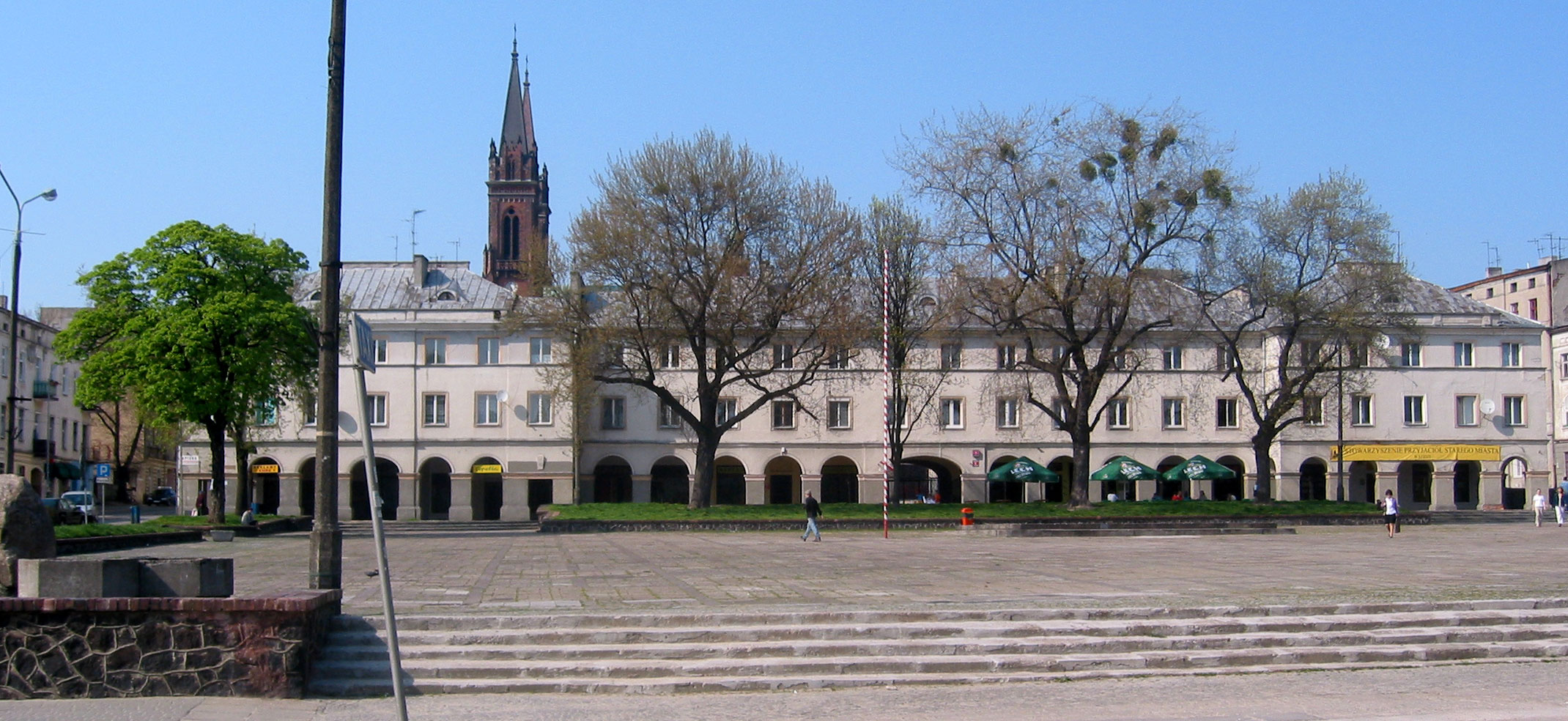
Rynek Starego Miasta (widok współczesny)

Stowarzyszenie Przyjaciół Starego Miasta w Łodzi – stowarzyszenie powstałe jesienią 2002 roku w Łodzi, którego celem działalności jest według statutu ochrona zabytków Starego Miasta oraz upowszechnianie o nim wiedzy. Zlikwidowane w 2021 roku.

## Cele statutowe stowarzyszenia
- ochrona zabytków Starego Miasta
- upowszechnianie wiedzy o Łodzi w ogóle a w szczególności o Starym Mieście
- stworzenie warunków technicznych, organizacyjnych i programowych dla przywrócenia Staremu Rynkowi jego pierwotnych funkcji kulturowych: miejsca handlu, spotkań, rozrywki i rekreacji;
- promowanie łódzkich artystów, w szczególności tych, którzy w swojej działalności podejmują i promują tematykę "łódzką"
- wspieranie działalności artystycznej i twórczej związanej z Łodzią i Starym Miastem
- wspieranie wszelkich działań promujących miasto Łódź, a w szczególności promocję internetową oraz różnorodne formy wydawnictw informacyjnych, popularnonaukowych, itp.
- prowadzenie działalności integrującej członków Stowarzyszenia poprzez aktywność kulturalną, rekreacyjną i towarzyską
- zbudowanie szlaku turystycznego "Od Źródłowej do Źródliska" (Park Helenów, Park Staromiejski, Centrum Manufaktura, Stare Cmentarze, Park na Zdrowiu, Łódź Kaliska, Park Poniatowskiego, Centrum Nowej Łodzi, Park Źródliska z Księżym Młynem).
- prowadzenia działalności charytatywnej na rzecz dzieci i młodzieży zamieszkującej rejon Starego Miasta;
- prowadzenia działalności rekreacyjnej i oświatowej na rzecz osób niepełnosprawnych, zwłaszcza dzieci i młodzieży;
- udzielanie pomocy doradczej i informacyjnej osobom w wieku przedemerytalnym i emerytalnym, kombatantom a także osobom zagrożonym marginalizacją społeczną;
- promowanie zdrowego trybu życia w środowisku mieszkańców Starego Miasta, zwłaszcza młodzieży i dzieci.

Siedziba stowarzyszenia znajduje się na Starym Rynku w Łodzi. Pomysłodawcą i prezesem SPSM był znawca Łodzi – Marian Panek.
W 2011 roku Stowarzyszenie zostało uhonorowane Medalem Pro Publico Bono im. Sabiny Nowickiej.